# サタンオオカブト
サタンオオカブト Dynastes satanas は、コウチュウ目（鞘翅目）・コガネムシ科・カブトムシ亜科・カブトムシ族・オオカブト属 Dynastes に分類される昆虫（カブトムシ）の一種。種名は元ヘブライ語の「敵対者または悪魔」の意味であるサタン (satanus) に由来する。2010年（平成22年）6月23日よりワシントン条約 (CITES) の附属書IIに掲載されている。

## 概要
♂の全長は60 - 115mm、♀40 - 60mmで、♂♀共に体は黒く、体表面の光沢はネプチューンオオカブトに比べてやや鈍い。ネプチューンオオカブトに似るが♂の上翅背面の光沢は鈍く、点刻は小さいが明瞭である。大型の♂では体長の3分の1ほどの長さの胸角を持ち、他の同属種にみられる前胸から胸角根元にある1対の突起はない。前胸背板（胸角下面から前胸前面にかけて）の前縁の毛はブラシ状に密生する。ネプチューンオオカブト同様符節が短く、中脚・後脚の爪は湾曲が極端に強い。♀は全体に丸みを帯び、上翅の点刻はより広い部分を覆う。

### ネプチューンオオカブトとの関係
以前本種は同じオオカブト属に属するヘラクレスオオカブトに次いで2番目に大きいカブトムシとされるネプチューンオオカブトの一種とされていたが、生息域の分断により独立種となった。しかし、前肢の形状から依然ネプチューンオオカブトとの近縁関係が指摘されており、これら2種を独立のカバイロオオカブト属（Theogenes属）として扱う向きもある。また、体色なども酷似しているためネプチューンオオカブトの未熟種とする意見もある。

## 生態
ボリビア・ラパス県（ユンガス山脈）やコチャバンバ県などの標高1000 - 2800mの熱帯雨林に断続的に分布する。成虫の生態はよくわかっておらず、夜間灯火に飛来したものが採集されている。ボリビアでは1990年代から野生動物を商業目的で持ち出すことが違法となっており逮捕者も出ているが、日本の需要に応えるために乱獲され個体数が減少した。
本種は記載以降長い間タイプ標本（115mm）の♂1頭が知られるだけの大珍品であった。しかし、それとは別に1967年頃には既に♂3頭、♀2頭の標本が日本の伊豆シャボテン公園昆虫館に保存されていた。昆虫学者の永井信二は同館の標本整理・管理を担当していた前波鉄也の下を同年初夏にマダガスカルの昆虫の標本を見る目的で訪れ、その際に「種不明のカブトムシの一種」として展示してあった本種の標本を目にした。その標本はほとんど符節が失われてはいたが、世界初の♀を含んだその標本群を見た永井は腰が抜けるほど驚き、前波に「記載以降記録のない大珍品のサタンオオカブトです」と伝えたという。永井は前波に入手経緯について尋ねたところ、「進化生物学研究所所長の近藤典生博士がボリビアのある地方都市を訪れた際、とある郵便局の壁に飾ってあったものを貰い受けて持ち帰った」とのことであった。永井は「博物学の権化のような近藤博士の眼力の凄さを垣間見た思いだった」という。これらの標本は後に山口進らの「最新図鑑 カブトムシ」（双葉社、1984年刊行）に図示され、初めて日の目を見たが、1981年のDechambreの報告に先を越されてしまった。その後本種は1990年代に入って新産地の発見などにより、標本としてはごく珍しいものではなくなったが、タイプ標本（115mm）以上の大型個体は未だに確認されていない。飼育下での確認されている最大数値（ギネス個体）はむし社（本社・東京都中野区）の調査によれば飼育下では2016年現在114.3mmである。
生息地が奥地ということや現地の治安状況等により、以前は標本でも珍品だった。生体が初めて日本へ輸入された際は大型の雌雄ペアが100万円超で販売され、2023年時点でも「珍しく高額なカブトムシ」として人気が定着している。またその生態も謎だったが、最近ではネプチューンオオカブトと活動時間や生態はほぼ同じということが判明した。CITES附属書IIへの掲載やボリビア政府の対応によりワイルド個体の輸入は厳しく規制を受けるが、バイヤーを仲介した違法な流通が続いている。現地の農民は1匹が数日分の生活費に相当する50ボリビアーノでバイヤーに売れると証言している。
オオカブト属の中では3番目に大きくなる種であるが、ヘラクレスオオカブトやネプチューンオオカブトよりも小さく、オスは最大でも体長11cmを越える程度までにしか成長しない。また、大型カブトムシ全体に言えるが、羽化後は成熟まで3 - 6ヶ月ほどの休眠期間を要する。樹液や腐った果実を好み、それらを求めて地上を移動する。闘争は角が短い分、ヘラクレスオオカブトやネプチューンオオカブト程、相手を挟み込んで投げ飛ばす事は得意ではない。また、基本的には争いはあまり好まない大人しい性質で自ら攻撃を仕掛けることは少ない（しかし個体差はあり、中には好戦的な個体もいる）。
活動時間は夜間で灯火に飛来する。

## 飼育
ネプチューンオオカブト#飼育を参照。